# Народно позориште у Нишу
Народно позориште у Нишу је позориште смештено на Синђелићевом тргу у Нишу, Србији.

## Историја
Историја тврди да је Ниш имао позориште још у четвртом веку. Темељи овог позоришта још нису пронађени, али се отприлике зна где су били. Историчар Јован Никиски пише да су 609. године Обри и Словени заузели Ниш и до темеља га разорили. Тада су страдали сви храмови, тргови па и позориште. Ниш је тако остато без позоришта пуних тринаест векова. Тек у 16. веку бележи се постојање првих путујућих позоришних трупа.
Први познати позоришни догађај забележен је 1883. године на плакату, за једну од представа путујуће дружине, која је изведена пригодно, поводом годишњице ступања у брак краља Милана и краљице Наталије Обреновић.
То учестало гостовање позоришних путујућих трупа које су наилазиле на задовољавајући одзив публике, нагнало је љубитеље позоришне уметности на основање сталног позоришта у Нишу. Ослобођењем Ниша од Турака и његовим културним пеображајем одлука је донесена. Спајањем позоришних дружина Д. Јовановића и М. Димића, почетком 1887. године, основано је нишко позориште „Синђелић“. Прва представа била је „Српски ајдуци“, Ј. Стерије Поповића, 11. марта 1887. године у гостионици „Кнез Михајло“. Иницијатори оснивања позоришта „Синђелић“ били су: Стеван Сремац – нишки професор, Милорад Петровић – учитељ, Стеван Никшић – Лала, Хенрих Лилер и Шпира Калик. Први управник био је Михајло Димић. Играни су комади: „Укроћена горопад“, „Мизантроп“, „Два цванцика“, „Подвала“.
После прекида 1890. године позориште обнавља рад 26. јануара 1891, када је изведена мешовита музичко-хорска приредба и једночинка Шоља чаја (тада Шоља теја) француског писца В. Дроста. Већ 1892. Дошло је до поновног гашења „Синђелића“, а рад је обновљен 24. јула 1893. представом Љубав може све (шаљива игра у четири чина, немачко-југословенска обрада Шекспирове комедије Укроћена горопад).
Те године, када на место управника долази глумац и редитељ Александар Милојевић, завршава се прва етапа рада овог позоришта, период националне, фолклорне и митизиране хероике. Време модернизације и преобржаја трајаће до 1900. Уз глумачке величине попут Добрице Милутиновића, Олге Илић, Богобоја Руцовића, Софије Харитоновић и Илије Станојевића Чиче, „Синђелић“ постаје филијала Краљевског српског народног позоришта у Београду под заштитом краљице Драге. Од 1900. до 1905. Ради као путујуће позориште.
На репертоару су били комади „Код белог коња“, „Лионски улак“, „Једанајеста заповест“, „Чергашки живот“, „Коштана“, „Покондирена тиква“, „Мамзел Нитуш“, „Ђурађ Бранковић“, „Господин начелник“, „Две сиротице“ и др.
Законом о Народном позоришту у Београду (1911) и Уредбом о путничким дружинама (1912) формирано је пет путујућих позоришта са именима српских драматичара и глумаца. „Синђелић“ постаје путујуће позориште за југоисточну област са седиштем у Нишу и мења име у Повлашћено путујуће позориште „Трифковић“.
Управа позоришта поверена је Сими Бунићу. „Трифковић“ ради до јула 1914. Када поново добија назив „Синђелић“, а управник је (по други пут) Александар Милојевић до 18. октобра 1915, када глумци одлазе на фронт и у избеглиштво. Позориште обнавља рад крајем 1918. На репертоару су комади „Подвала“, „Ђидо“, „Девојачка клетва“, „Зона Замфирова“, „Ивкова слава“, „Коштана“, „Стари каплар“ и др. „Синђелић“ са 23. августа 1921. спаја са зајечарском позоришном групом „Гундулић“ и прераста у Нишко повлашћено позориште или повлашћено градско позориште у Нишу. Управник је био Љубомир Рајичић Чврга.
Представе се до 1921. изводе у Руском цару. Због финансијских проблема позориште престаје са радом 1929. Чланови ансамбла од 1930. Наступају у оквиру „Позоришта Моравске Бановине“. У згради занатског дома било је 400 седишта.
Године 1931. године позориште је отворило сезону у Нишу, извођењем комада „Смрт мајке Југовића“. Седам година позориште је радило у Занатском дому.
Године 1936. године први пут је преношена преко београдског радиа представа – други чин комада “Зона Замфирова”, С. Сремца – Симе Бунића.
Дана 27. јуна 1937. године приступило се освећењу камена темељца и подизању модерне зграде и новог позоришног здања, а 1. јануара 1939. године освећена је новосаграђена зграда, а увече је као прва представа у новој згроди изведен комад “Зидање Раванице” или “Задужбина цара Лазара” Милорада Поповића Шапчанина у режији Драгослава Мих. Кандића са декоративно-техничком опремом сценографа Љубомира Вернера.
Позориште је радило и током окупације, а деловало је и позориште Српске заједнице рада ("Србозара").

### Послератни период
Послератни период позоришта обележен је угледањем на репертоар и идејно-естетска струјања Народног позоришта у Београду, али већ представе игране 1949. године су показале високе стваралачке потенцијале овог театра, који су дошли до изражаја неговањем властите репертоарске политике. Већ педесетих година интересовање се проширује на домаћу и страну литературу која може бити подстицај за већу стравалачку иницијативност и креативност уметничког ансамбла.

### Данас
Репертоар је и поред класичних дела, остао отворен и за дела модерних и авангардних аутора, како страних тако и домаћих. Нова оријентациија позоришта резултовала је необичним представама које су три пута учествовале у званичној конкуренцији на престижном фестивалу Мале и експерименталне сцене у Сарајеву (МЕСС), пет пута у званичној конкуренцији на Стеријином позорју и једном на БИТЕФ-у.
Фебруара 2008. године позориште је примило Статуету Јоаким Вујић за изузетан допринос развоју позоришне уметности Србије.
Марта 2024. отворена је Мала сцена Народног позоришта у Нишу. Потпредседница Владе и министарка културе Маја Гојковић отворила је Малу сцену Народног позоришта у Нишу и истакла да је ово прва новоизграђена позоришна сцена у нашој земљи након више деценија, саопштили су из Министарства културе. Мала сцена Народног позоришта Ниш на којој ће, поред велике сцене, бити извођене представе нишког театра и гостујућих ансамбала. Отварању је претходила свечаност и уручивање захвалнице, како кажу, најзаслужнијој од свих заслужних, министарки културе Маји Гојковић, а после свечаности је изведена представа Сладолед. Гојковић је додала да држава инвестирањем 1,27 милиона евра у овај пројекат показала колико су улагање у културу и њена децентрализација битни за укупни квалитет живота у једном граду и држави. „Једно од првих места на позоришној мапи Србије данас постаје богатије за једну нову сцену, на радост глумаца, режисера и других позоришних прегалаца, као и свих грађана овог лепог и културно-историјски изузетно важног града за цео наш народ и државу, поготово ако имамо у виду да је ово прва новоизграђена позоришна сцена у нашој земљи након више деценија” 

## Архитектура зграде позоришта
Објекат је готово у потпуности сачувао првобитни изглед, и споља и у ентеријеру захваљујући зналачким интервенцијама. Иницијативу за нову зграду позоришта дао је тадашњи Бан Моравске бановине г. Марко Новаковић. Аутор је Всеволод Татаринов, један од неколико архитеката – представника руске емиграције – која је у Нишу оставила доста обимно дело (А. Медведев, Г. Самојлов, Ј. Дјупон). Идејни пројекат је обишао све угледније позоришне куће у Југославији ради прибављања мишљења водећих позоришних стручњака и техничара. Простор који зграда заузима, повучен од прометне Вождове и оивичен улицама и са остале три стране, омогућава несметан приступ и главном и споредним бочним улазима, као и рампи са задње стране, а ни каснији изграђени вишеспратни објекти Дома војске и околних стамбених блокова, не угрожавају њену архитектуру.
Основе су, по неким тумачењима, решене по угледу на Берлинско позориште, са изузетно чистом функцијом, која и данас потпуно задовољава организовање и одвијање представа за скоро 700 гледалаца. Зграда је импозантан објекат димензија 54 x 34 м, пројектован у духу модерне. Главни улаз са полукружним степеништем и наткривеним подестом испод балкона на спрату , који држе четири стуба, оријентисан је ка свечаном платоу на проширењу трга према ул. Вожда Карађорђа. Помоћни и технички улази су са источне и западне стране. Са задње, јужне стране позоришта, налази се широка рампа за уношење кулиса.
Позориште има салу у облику амфитеатра са 390 седишта у партеру, на спрату балкон са 156 седишта и четири ложе са по шест седишта на нивоу бине (две са леве, две са десне стране) и две на спрату, два централна фоајеа у партеру и на спрату са претпросторима и гардеробама. Испред велике, покретне бине димензија 14 x 10 м, са надвишењем за дизање кулиса, која је изведена по технолошком пројекту инж. Веље Јовановића, техничког шефа Народног позоришта у Београду, налази се удубљење за оркестар, иза њега друга бина (техничка), иза које је сала за кулисе са директним излазом ка рампи.
Ентеријери холова у приземљу и на спрату представљају пример правог укуса у примени материјала и боја, а квалитет обраде говори о занатском умећу кога данас више нема.
Зграда Народног позоришта дограђена је 1946. по пројекту нишког архитекте руског порекла Александра Медеведева. Изнад постојећих гардероба у приземљу, са обе бочне стране позоришта, дограђен је спрат са просторијама за одлагање позоришних костима, а над простором задње бине налази се просторија за пробе, клуб, читаоница и сликарница. Доградња из 1946. извршена је у духу основног пројекта. Салу је реконструисао 1967. године г. проф. М. Белобрк са др. Х. Куртовићем. Комплетан ентеријер сале, бина, радне просторије, као и фасада и кровни покривач, обновљени су 2002. године. Каснијим адаптацијама (2007) вршена су само ентеријерска и технолошка побољшања.